# Ernst Herbig

Ernst Herbig, um 1895/96

Ernst Herbig (* 6. April 1876 in Burbach (Siegerland); † 2. November 1943 in Kirchen (Sieg)) war ein deutscher Manager des Kohlenbergbaus.

## Leben
Nach dem Abitur am Gymnasium in Dillenburg studierte Ernst Herbig an den Universitäten Bonn und Gießen sowie der RWTH Aachen das Bergfach. 1894 wurde er Mitglied des Corps Hansea Bonn. 1895 schloss er sich dem Corps Teutonia Gießen an. 1897 legte er das Examen zum Bergreferendar ab, 1902 das Examen zum Bergassessor. Im gleichen Jahr wurde er zum Dr. jur. promoviert. Es folgten Tätigkeiten als Bergassessor am Oberbergamt in Bonn sowie als Bergrevierbeamter in Eisleben und am Oberbergamt in Halle (Saale). 1904 erfolgte seine Promotion zum Dr. phil. und sein Wechsel zur Berginspektion Reden. 1912 wurde er Bergwerksdirektor in Saarbrücken. Am Ersten Weltkrieg nahm er von 1915 bis 1917 teil. 1917 wurde er zum Abteilungsdirektor beim Reichskommissar für die Kohlenverteilung Berlin berufen. 1919 wurde er Direktor und Vorstandsmitglied des Rheinisch-Westfälischen Kohlen-Syndikats in Essen. Er war Aufsichtsratsmitglied der AG Reichskohlenverband, Mitglied des Reichskohlenrates und Vorstandsmitglied des Vereins für die bergbaulichen Interessen in Rheinland und Westfalen.